# Умар Діакіте
Ума́р Діакіте́ (фр. Oumar Diakité; нар. 20 грудня 2003, Бінжервіль) — івуарійський футболіст, нападник французького клубу «Реймс» і збірної Кот-д'Івуару.

## Клубна кар'єра

### «Ред Булл» (Зальцбург)
Вихованець івуарійського клубу «АСЕК Мімозас». 12 січня 2022 року перейшов в австрійський клуб «Ред Булл» (Зальцбург). Одразу після переходу був відданий на правах оренди у фарм-клуб «Ліферінг» з Другої ліги Австрії. 20 лютого дебютував за «Ліферінг» в матчі проти «Санкт-Пельтена». Свій перший гол за клуб забив 4 квітня в матчі Другої ліги проти віденського «Рапіду» II.

### «Реймс»
21 червня 2023 року перейшов у французький «Реймс», уклавши п'ятирічний контракт Сума трансферу становила 2,5 млн євро. 12 серпня дебютував за «Реймс» у матчі Ліги 1, вийшовши в стартовому складі проти «Марселя». 3 вересня відзначився своїм першим голом за клуб в матчі Ліги 1 проти «Меца».
В сезоні 2024–25 разом «Реймсом» дійшов до фіналу Кубка Франції, де його команда в підсумку поступилась «Парі Сен-Жермен».

## Кар'єра в збірній
В травні 2022 року вперше викликаний до збірної Кот-д'Івуару головним тренером Жаном-Луї Гассе для участі в матчах відбіркового турніру до Кубка африканських націй 2023. 6 червня 2022 року залишив розташування команди через ушкодження, отримане під час тренування. 9 вересня 2023 року дебютував за збірну Кот-д'Івуару в матчі проти збірної Лесото.
28 грудня був включений в офіційну заявку збірної Кот-д'Івуару для участі в матчах фінальної частини Кубка африканських націй 2023. На турнірі зіграв проти збірних Нігерії і Екваторіальної Гвінеї на груповому етапі, а в 1/8 фіналу проти збірної Сенегалу. 3 лютого в матчі 1/4 фіналу турніру проти збірної Малі забив свій перший гол за збірну Кот-д'Івуару, який приніс перемогу команді в додатковий час. У цьому матчі також був вилучений з поля на 120-й хвилині гри, отримавши другу жовту картку. В матчі півфіналу зі збірною ДР Конго не грав через дискваліфікацію, а у фінальній грі проти збірної Нігерії вийшов на заміну, допомігши збірній Кот-д'Івуару здобути перемогу на турнірі.

## Статистика виступів

### Клубна статистика
Станом на 24 травня 2025 
| Клуб                 | Сезон             | Чемпіонат         | Чемпіонат | Чемпіонат | Кубок | Кубок | Єврокубки | Єврокубки | Інші  | Інші | Всього | Всього |
| Клуб                 | Сезон             | Дивізіон          | Матчі     | Голи      | Матчі | Голи  | Матчі     | Голи      | Матчі | Голи | Матчі  | Голи   |
| -------------------- | ----------------- | ----------------- | --------- | --------- | ----- | ----- | --------- | --------- | ----- | ---- | ------ | ------ |
| Ред Булл (Зальцбург) | 2021–22           | Бундесліга        | 0         | 0         | 0     | 0     | —         | —         | —     | —    | 0      | 0      |
| → Ліферінг           | 2021–22           | Друга ліга        | 12        | 3         | 0     | 0     | —         | —         | —     | —    | 12     | 3      |
| → Ліферінг           | 2022–23           | Друга ліга        | 23        | 9         | 0     | 0     | –         | –         | —     | —    | 23     | 9      |
| → Ліферінг           | Всього            | Всього            | 35        | 12        | 0     | 0     | 0         | 0         | 0     | 0    | 35     | 12     |
| Реймс                | 2023–24           | Ліга 1            | 28        | 5         | 0     | 0     | —         | —         | —     | —    | 28     | 5      |
| Реймс                | 2024–25           | Ліга 1            | 26        | 4         | 5     | 0     | —         | —         | 1     | 0    | 32     | 4      |
| Реймс                | Всього            | Всього            | 54        | 9         | 5     | 0     | 0         | 0         | 1     | 0    | 60     | 9      |
| Всього за кар'єру    | Всього за кар'єру | Всього за кар'єру | 89        | 21        | 5     | 0     | 0         | 0         | 1     | 0    | 95     | 21     |

### Міжнародна статистика
Станом на 24 березня 2025
| Збірна            | Сезон             | Товариські | Товариські | Офіційні | Офіційні | Всього | Всього |
| Збірна            | Сезон             | Матчі      | Голи       | Матчі    | Голи     | Матчі  | Голи   |
| ----------------- | ----------------- | ---------- | ---------- | -------- | -------- | ------ | ------ |
| Кот-д'Івуар       |                   |            |            |          |          |        |        |
| 2023              | 2                 | 0          | 3          | 0        | 5        | 0      |        |
| 2024              | 2                 | 1          | 12         | 3        | 14       | 4      |        |
| 2025              | 0                 | 0          | 1          | 0        | 1        | 0      |        |
| Всього за кар'єру | Всього за кар'єру | 4          | 1          | 16       | 3        | 20     | 4      |

### Матчі за збірну
Станом на 24 березня 2025
| Матчі Умара Діакіте за збірну Кот-д'Івуару | Матчі Умара Діакіте за збірну Кот-д'Івуару | Матчі Умара Діакіте за збірну Кот-д'Івуару | Матчі Умара Діакіте за збірну Кот-д'Івуару | Матчі Умара Діакіте за збірну Кот-д'Івуару | Матчі Умара Діакіте за збірну Кот-д'Івуару | Матчі Умара Діакіте за збірну Кот-д'Івуару | Матчі Умара Діакіте за збірну Кот-д'Івуару |
| №                                          | Дата                                       | Суперник                                   | Рахунок                                    | Голи                                       | Картки                                     | Хвилини                                    | Змагання                                   |
| ------------------------------------------ | ------------------------------------------ | ------------------------------------------ | ------------------------------------------ | ------------------------------------------ | ------------------------------------------ | ------------------------------------------ | ------------------------------------------ |
| 1                                          | 9 вересня 2023                             | Лесото                                     | 1–0                                        |                                            |                                            | 90'                                        | Відбіркові матчі КАН-2023                  |
| 2                                          | 14 жовтня 2023                             | Марокко                                    | 1–1                                        |                                            |                                            | 66'                                        | Товариський матч                           |
| 3                                          | 17 жовтня 2023                             | ПАР                                        | 1–1                                        |                                            |                                            | 31'                                        | Товариський матч                           |
| 4                                          | 17 листопада 2023                          | Сейшельські Острови                        | 9–0                                        |                                            |                                            | 6'                                         | Відбіркові матчі ЧС-2026                   |
| 5                                          | 20 листопада 2023                          | Гамбія                                     | 2–0                                        |                                            |                                            | 65'                                        | Відбіркові матчі ЧС-2026                   |
| 6                                          | 18 січня 2024                              | Нігерія                                    | 0–1                                        |                                            |                                            | 10'                                        | Фінальні матчі КАН-2023                    |
| 7                                          | 22 січня 2024                              | Екваторіальна Гвінея                       | 0–4                                        |                                            |                                            | 83'                                        | Фінальні матчі КАН-2023                    |
| 8                                          | 29 січня 2024                              | Сенегал                                    | 1–1 (пен. 5–4)                             |                                            |                                            | 65'                                        | Фінальні матчі КАН-2023                    |
| 9                                          | 3 лютого 2024                              | Малі                                       | 2–1 (дч.)                                  | 1                                          | 111', 120'                                 | 47'                                        | Фінальні матчі КАН-2023                    |
| 10                                         | 11 лютого 2024                             | Нігерія                                    | 2–1                                        |                                            |                                            | 20'                                        | Фінальні матчі КАН-2023                    |
| 11                                         | 23 березня 2024                            | Бенін                                      | 2–2                                        | 1                                          |                                            | 27'                                        | Товариський матч                           |
| 12                                         | 26 березня 2024                            | Уругвай                                    | 2–1                                        |                                            |                                            | 83'                                        | Товариський матч                           |
| 13                                         | 7 червня 2024                              | Габон                                      | 1–0                                        |                                            |                                            | 86'                                        | Відбіркові матчі ЧС-2026                   |
| 14                                         | 11 червня 2024                             | Кенія                                      | 0–0                                        |                                            |                                            | 29'                                        | Відбіркові матчі ЧС-2026                   |
| 15                                         | 6 вересня 2024                             | Замбія                                     | 2–0                                        |                                            |                                            | 71'                                        | Відбіркові матчі КАН-2025                  |
| 16                                         | 10 вересня 2024                            | Чад                                        | 2–0                                        | 1                                          |                                            | 61'                                        | Відбіркові матчі КАН-2025                  |
| 17                                         | 11 жовтня 2024                             | Сьєрра-Леоне                               | 4–1                                        | 1                                          |                                            | 25'                                        | Відбіркові матчі КАН-2025                  |
| 18                                         | 15 жовтня 2024                             | Сьєрра-Леоне                               | 0–1                                        |                                            |                                            | 87'                                        | Відбіркові матчі КАН-2025                  |
| 19                                         | 15 листопада 2024                          | Замбія                                     | 0–1                                        |                                            |                                            | 45'                                        | Відбіркові матчі КАН-2025                  |
| 20                                         | 24 березня 2025                            | Буркіна-Фасо                               | 1–0                                        |                                            |                                            | 22'                                        | Відбіркові матчі ЧС-2026                   |

Всього: 20 матчів / 4 голи; 12 перемог, 4 нічиї, 4 поразки.

## Досягнення
Збірна Кот-д'Івуару
- Володар Кубка африканських націй: 2023[30]